# Morris Sixteen
La Sixteen è un'autovettura di medie dimensioni prodotta dalla Morris nel 1936. Il modello ha sostituito la Oxford Sixteen.
La Sixteen aveva installato un motore a sei cilindri in linea e valvole laterali da 2.062 cm³ di cilindrata. Il modello era disponibile con un solo tipo di carrozzeria, berlina quattro porte.
Dopo solo un anno di produzione, la Sixteen venne sostituita dalla Eighteen.